# Tiphia ami
Tiphia ami (лат.) — вид ос рода Tiphia из семейства Tiphiidae (Hymenoptera). Китай, Юньнань, остров Тайвань.

## Описание
Жалящие перепончатокрылые. Длина тела около 5 мм. Основная окраска тела чёрная. Этот вид может быть распознан по следующей комбинации признаков: у самцов стернит S1 с крупными точками, лицо с медиальным узким килем, задний край тегулы без поперечной вдавленной линии. Передний киль переднеспинки полный и сильный; первый тергит спереди без поперечного киля. Усики самцов 13-члениковые. Мезоскутум с передней медиальной бороздкой и нотаулусом. Личинки предположительно, как и близкие виды, паразитируют на пластинчатоусых жуках (Scarabaeidae). Вид был впервые описан в 1986 году японским гименоптерологом Кадзухико Цунеки (Kazuhiko Tsuneki, Осакский университет, Япония), а его валидный статус подтверждён в ходе ревизии, проведённой в 2021 году китайскими энтомологами Qian Han, Bin Chen и Ting-Jing Li (Chongqing Normal University, Чунцин, Китай). Включён в состав подрода Jaynesia.